# Корел (Минесота)
Корел (енгл. Correll) град је у америчкој савезној држави Минесота.

## Демографија
По попису из 2010. године број становника је 34, што је 13 (-27,7%) становника мање него 2000. године.
| Група             | 2000.       | 2010.      |
| Белци             | 47 (100,0%) | 31 (91,2%) |
| Афроамериканци    | 0 (0,0%)    | 1 (2,9%)   |
| Азијати           | 0 (0,0%)    | 0 (0,0%)   |
| Хиспаноамериканци | 0 (0,0%)    | 1 (2,9%)   |
| Укупно            | 47          | 34         |